# Китайская национальная нефтегазовая корпорация
Кита́йская национа́льная нефтега́зовая корпора́ция (кит. 中国石油天然气集团公司; официальное английское наименование China National Petroleum Corporation, CNPC) — крупнейшая китайская нефтегазовая компания. Штаб-квартира — в Пекине. Компания занимает 4 место в Fortune Global 500 (2014 год).

## История
Начало формированию нефтедобывающей отрасли Китайской Народной Республики было положено 27 марта 1950 года созданием советско-китайского совместного предприятия Sino-Russian Petroleum Company для разработки месторождения Дусандзи. 23 апреля того же года было создано бюро нефтедобычи в составе Министерства топливной промышленности, через пять лет ставшее самостоятельным Министерством нефтедобывающей промышленности. В 1955 году была начата разработка месторождения Карамай Джунгарского нефтегазоносного бассейна. В 1970 году в ходе реорганизации министерств было сформировано Министерство топливной и химической промышленности. Также в этом году было начато строительство первого крупного нефтепровода в КНР, соединившего Дацинское месторождение с нефтеперерабатывающим заводом в Фушунь. В 1975 году было завершено строительство нефтепровода, связавшего месторождение Циньхуандао с Пекином.
К 1978 году КНР вошла в число крупнейших нефтедобывающих стран, добывая около 100 млн тонн нефти в год, однако нефтедобывающие активы были разбросаны по различным корпорациям и государственным ведомствам. В начале 1980-х годов часть из них были объединены в две крупные корпорации, Китайская национальная шельфовая нефтяная корпорация (CNOOC, 1982 год) и Китайская нефтехимическая корпорация (1983 год, с 2000 года называется Sinopec). 17 сентября 1988 года на основе производственных активов расформированного министерства нефтяной промышленности КНР была создана Китайская национальная нефтегазовая корпорация, полностью принадлежащая государству. В 1993 году для экспорта нефти была создана China National United Oil Corporation (совместно с Sinochem). Однако для быстрорастущей экономики КНР в это время более актуальным был вопрос импорта нефти, поскольку собственная добыча на уровне 140 млн тонн в год с трудом покрывала потребление. Поэтому CNPC начала искать возможности для нефтедобычи за рубежом. В том же 1993 году корпорация приобрела лицензии на добычу на участках в Таиланде, Канаде, Перу и Папуа-Новой Гвинее, в 1997 году также в Венесуэле. В октябре 1997 года был куплен 60-процентный пакет акций Актюбинской нефтяной компании в Казахстане, сумма сделки составила $325 млн, ещё $4 млрд корпорация должна была инвестировать в прокладку нефтепровода в Китай. Также в этом году за $1,3 млрд была куплена доля в иракском месторождение Аль-Ахбад.
На 1996 год на CNPC приходилось 89 % нефтедобычи в стране (на CNOOC 10 %). В это время началась реструктуризация отрасли с целью подготовки к частичной приватизации. В 1998 году CNPC обменялась активами с Китайской нефтехимической корпорацией, приобретя несколько НПЗ и отдав несколько месторождений; таким образом доля в нефтегазодобыче сократилась до двух третей, но сфера деятельности расширилась в нефтепереработку. В ноябре 1999 года была создана дочерняя компания China National Petroleum Co., Ltd. (сокращённо PetroChina), в которую были включены наиболее ценные активы CNPC. В 2000 году было произведено первичное размещение акций PetroChina на Гонконгской и Нью-Йоркской фондовых биржах, которое в целом разочаровало, сумма подписки на акции составила $2,9 млрд вместо ожидавшихся $7 млрд, 20 % из них приобрела британская BP. В сентябре 2005 года была проведена дополнительная эмиссия акций (3 млрд акций класса H по цене HK$6 за акцию). В октябре 2007 года было размещено 4 млрд акций класса A на Шанхайской фондовой бирже (4 млрд акций по RMB16,7 за акцию). Контрольный пакет остался у CNPC, на конец 2018 года корпорации принадлежало 81,03 % акций (часть из них через дочернее общество Fairy King Investments Limited).
В 2004 корпорация начала строительство нефтепровода с Ближнего Востока в Синьцзян-Уйгурский автономный район Китая. В 2006 году CNPC за $4,18 млрд приобрела долю в зарегистрированной в Канаде компании PetroKazakhstan, занимающейся добычей и переработкой углеводородов в Казахстане (это стало крупнейшим в истории поглощением иностранной компании, произведённым китайской компанией). В 2007 году CNPC стала оператором туркменского проекта Багтыярлык. В 2009 году была возобновлена нефтедобыча в Ираке, также китайская корпорация осуществляет добычу нефти и газа в Иране и Судане, пользуясь отсутствием конкуренции со стороны западных компаний, которые не могут нарушать санкции в отношении этих стран.
В 2013 году CNPC и Eni за $4,2 млрд приобрели 20-процентную долю в проекте по глубоководной добыче газа у берегов Мозамбика. В мае 2014 года CNPC подписала соглашение с Газпромом на поставки природного газа в КНР в объёме до 38 млрд м³ в год, стоимость контракта оценивается в $400 млрд. Ранее, в 2009 и 2013 годах были подписаны соглашения с Роснефтью и Транснефтью на поставки нефти в КНР.

## Деятельность
Извлекаемые запасы CNPC составляют 1,65 млрд т нефти, 1,95 трлн м³ газа.
Корпорация ведёт добычу нефти и газа преимущественно на территории КНР, в 2017 году здесь было добыто 102,54 млн тонн нефти (752 млн баррелей) и 103,3 млрд м³ природного газа, в сумме 1,36 млрд баррелей в нефтяном эквиваленте в год, или 3,726 млн баррелей в сутки. Наибольший уровень добычи дают Дацинское месторождение (34 млн тонн в год) и Чанцинское месторождение (23,72 млн тонн, с учётом газа более 50 млн тонн в нефтяном эквиваленте). Из нетрадиционных ресурсов добыча сланцевого газа составила 3 млрд м³, ещё 1,78 млрд м³ дала добыча газа угольного пласта.
Корпорация принимает участие в нескольких совместных проектах с общим объёмом добычи 2,49 млн тонн нефти и 9,3 млрд м³ газа. Крупнейшие из них:
- нефтяной проект Чжаодун в бассейне Бохайского залива, совместно с компанией New XCL (Китай) и Roc Oil (Bohai) Company (Австралия); 480 тысяч тонн в год;
- газовый проект Чанбэй в бассейне Ордос совместно с Shell; 3,3 млрд м³;
- газовый проект Южный Сулигэ в бассейне Ордос совместно с TotalEnergies; 2 млрд м³;
- газовый проект Чуаньдунбэй в бассейне Сычуань совместно с Chevron; 1,8 млрд м³;
- газовый проект Чуаньчжун в бассейне Сычуань совместно с американской EOG Resources; 230 млн м³;
- проекты сланцевого газа Нэйцзян-Дацзу и Жунчанбэй в бассейне Сычуань совместно с BP; на стадии геологоразведки[1].

Помимо КНР нефтегазовая деятельность ведётся в 38 странах, долевая добыча в 2017 году составила 68,8 млн тонн нефти и 25,5 млрд м³ природного газа. Среди зарубежных проектов, в которых участвует CNPC, российский проект Ямал СПГ (доля 20 %), нефтегазодобыча в Туркменистане, Казахстане, Венесуэле (Хунин 4 и Сумано), Эквадоре, Бразилии (глубоководные проекты Рибера и Перопа), Омане, ОАЭ, Ираке (Румайла, Западная Курна, Халфая), Иране (Южный Парс), Судане, Южном Судане, Мозамбике (глубоководное газовое месторождение Чоррол), Чаде (проект Бонгор), Нигере (Агадем), Индонезии, Мьянме, Канаде (нефтеносные пески), Австралии.
CNPC имеет доли в большинстве трубопроводов в КНР, общая протяжённость которых на 2017 год составляла 85 582 км, в том числе:
- газопроводы 53 834 км (доля CNPC 76,2 %)
- нефтепроводы 20 359 км (68,9 %)
- трубопроводы для нефтепродуктов 11 389 км (43,2 %)
- кроме этого зарубежные трубопроводы общей длиной 16 500 км[1].

За 2017 год корпорацией было переработано 152,42 млн т нефти, производство нефтепродуктов составило 103,51 млн тонн, в том числе 52 млн т дизельного топлива, 41 млн т бензина и 10 млн т керосина. Из нефтехимической продукции наибольшее значение имеют этилен (5,76 млн т), синтетические смолы (9,4 млн т), смазочное масло (1,64 млн т), мочевина (1,44 млн т), аммиак (1,36 млн т), синтетический каучук (810 тысяч т).
Сбыт природного газа составляет 151,8 млрд м³, у корпорации 24 СПГ-завода мощностью обработки 22,86 млн м³/сутки. На корпорацию приходится 20 % производства сжиженного газа в стране. CNPC принадлежит сеть автозаправок, которая на 2017 год насчитывала 21 400 АЗС, продажа нефтепродуктов составила 114 млн т. Помимо автозаправок корпорация владеет сетью мини-маркетов и фастфудов, всего 19 300 точек, их выручка в 2017 году составила 18,6 млрд юаней. Продажу нефтепродуктов корпорация осуществляет не только в КНР, но и в других странах, на рынке Шри-Ланки её доля составляет 45 %, Мьянмы — 32 %, Австралии — 14 %, она является крупнейшим поставщиком авиационного топлива для Гонконгского международного аэропорта (43 %).
| Год                 | 2013  | 2014  | 2015  | 2016  | 2017  |
| ------------------- | ----- | ----- | ----- | ----- | ----- |
| Оборот              | 2,759 | 2,730 | 2,016 | 1,872 | 2,340 |
| Чистая прибыль      | 0,141 | 0,124 | 0,056 | 0,027 | 0,018 |
| Активы              | 3,759 | 3,938 | 4,034 | 4,070 | 4,099 |
| Собственный капитал | 2,057 | 2,255 | 2,398 | 2,445 | 2,404 |

## Происшествия
23 декабря 2003 года произошёл взрыв газа на скважине на месторождении Лоцзя в провинции Чунцин, в результате взрыва погибло 243 человека, 2142 были госпитализированы. 25 марта 2006 года на том же месторождении произошла утечка, было эвакуировано 15 тысяч человек.
В 2005 году произошла серия взрывов на принадлежащем корпорации нефтехимическом заводе в Цзилине, что привело к 6 смертям, массовой эвакуации населения и загрязнению реки Сунхуа.
20 января 2006 года в результате взрыва газопровода в Сычуане погибло 9 человек, около 40 было травмировано.